# Farkhar
Farkhar (ou Parkhar ou Farkhor) est une ville du sud-ouest du Tadjikistan, dans la province de Khatlon, à la frontière avec l'Afghanistan.
En 2010 sa population est estimée à 23 500 habitants.
A 4 km se trouve la Farkhor Air Base (en), une base aérienne militaire.